# Groupement Sportif Pétrolier Algérie/Saison 2012
Dieser Artikel listet Erfolge und Fahrer des Radsportteams Groupement Sportif Pétrolier Algérie in der Saison 2012 auf.
Die UCI gab am 26. Januar 2012 bekannt, dass das Team als eines von drei afrikanischen Continental Teams aufgrund seiner Platzierung in einem fiktionalen Ranking zu Saisonbeginn Startrecht zu allen Rennen der ersten und zweiten UCI-Kategorie der UCI Africa Tour 2012 hat.

## Erfolge in der Africa Tour
| Datum    | Rennen                                             | Kat. | Fahrer              |
| -------- | -------------------------------------------------- | ---- | ------------------- |
| 14. März | 5. Etappe Tour d’Algérie                           | 2.2  | Azzedine Lagab      |
| 5. April | Les Challenges Phosphatiers – Challenge Ben Guerir | 1.2  | Abdellah Ben Youcef |
| 20. Juni | Algerischer Meister – Einzelzeitfahren             | CN   | Azzedine Lagab      |
| 22. Juni | Algerischer Meister – Straßenrennen (U23)          | CN   | Youcef Reguigui     |
| 24. Juni | Algerischer Meister – Straßenrennen                | CN   | Azzedine Lagab      |

## Zugänge – Abgänge
| Zugänge              | Team 2011         | Abgänge        | Team 2012 |
| -------------------- | ----------------- | -------------- | --------- |
| Abdelbasset Hannachi | TT Raiko Argon 18 | Mourad Faid    | Unbekannt |
| Abdelkarim Charif    | Neoprofi          | Redouane Salah | Unbekannt |
| Abdelmalek Kessi     | Neoprofi          |                |           |
| Ismain Lallouchi     | Neoprofi          |                |           |

## Mannschaft
| Name                 | Geburtstag         | Nationalität |
| -------------------- | ------------------ | ------------ |
| Abdellah Ben Youcef  | 10. April 1987     | Algerien     |
| Fathi Bennabi        | 27. Juli 1990      | Algerien     |
| Abdelkarim Charif    | 7. April 1981      | Algerien     |
| Abdelbasset Hannachi | 2. Februar 1985    | Algerien     |
| Abdelmalek Kessi     | 22. Juni 1990      | Algerien     |
| Azzedine Lagab       | 18. September 1986 | Algerien     |
| Ismain Lallouchi     | 19. Juli 1989      | Algerien     |
| Abdelmalek Madani    | 28. Februar 1983   | Algerien     |
| Youcef Reguigui      | 9. Januar 1990     | Algerien     |
| Khelil Tamarent      | 19. September 1979 | Algerien     |
| Lotfi Tchambaz       | 8. November 1985   | Algerien     |